# 메이드 카페

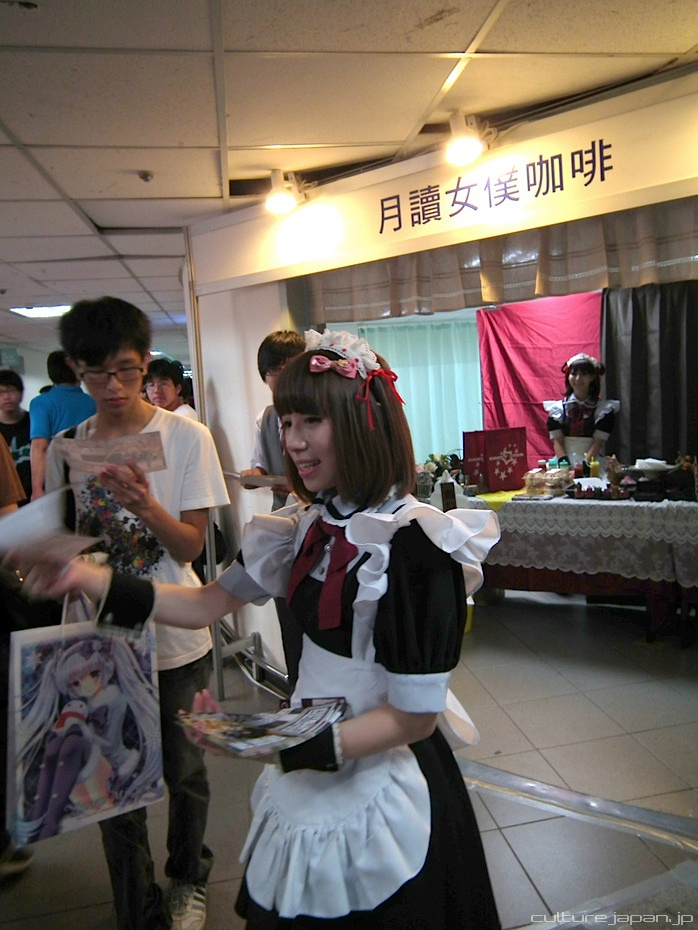
메이드 카페 내의 메이드.

메이드 카페(일본어: メイド喫茶 メイドきっさ[*], Maid café)는 코스프레 레스토랑의 한 종류로, 직원들이 메이드 복장을 하여 접대하는 양식의 카페이다.

## 역사
메이드 카페는 원래 도쿄 아키하바라(秋葉原) 지역과 밀접한 관련이 있었다. 아키하바라는 전자기기와 애니메이션·만화 관련 상점이 밀집한 지역으로, 오타쿠 문화의 중심지로 알려져 있다. 이 지역에는 다양한 테마 카페가 있으며, 메이드 카페도 그 중 하나로 자리잡아 왔다.
하지만 최근 들어 메이드 카페는 언론의 관심을 받으며 점차 관광 명소로 변모하고 있으며, 오타쿠 문화 중심지로서의 성격은 다소 약화되었다. 이로 인해 주말이나 성수기에는 최대 2시간까지 대기해야 하는 경우도 있다.
일본 사회에서 새롭게 등장한 대안적 친밀감(alternative intimacy) 형태의 하나로 해석되기도 한다.
일본에서 처음 등장한 1990년대 경제 위기 이후 친밀감에 대한 사회적 인식이 점차 개인화되었으며, 이에 따라 일부 사람들은 전통적인 인간관계가 아닌 다른 방식으로 정서적 욕구를 충족시키려는 경향을 보이기도 한다.
애니메이션과 만화의 세계관을 재현하려는 분위기 속에서 이러한 욕구를 반영하고 있으며, 해당 문화에 관심이 있는 사람들에게 하나의 소통 공간으로 기능하고 있다. 다만 이러한 카페는 특정한 오해와는 달리 성적인 서비스를 제공하지는 않는다.

## 다른 업종과의 비교
메이드 카페는 성적인 서비스를 제공하지 않지만, 이용자들에게 긍정적인 경험을 제공하는 데 있어 성별 간의 관계가 하나의 요소로 작용하기도 한다. 인류학자 패트릭 갤브레이스(Patrick Galbraith)와 [앤 앨리슨(Anne Allison) 등 일부 연구자들은 메이드 카페가 일본의 호스티스 클럽과는 매우 다른 성격을 지닌다고 분석한다.
호스티스 클럽은 주로 직장에서 지친 남성 고객에게 위안을 주는 공간으로 여겨지는 반면, 메이드 카페는 이러한 구조와는 다르게 운영된다. 메이드 카페를 자주 찾는 것은 일본 사회에서 부정적으로 인식되지 않는 경우가 많지만, 호스티스 바를 반복적으로 방문하는 행위는 그와는 다른 시각으로 받아들여지곤 한다. 실제로 메이드 카페의 경우, 단골 손님들이 안정적인 운영에 중요한 역할을 한다.
메이드 카페는 일상적인 가정이나 직장 환경에서 벗어나 잠시 머무를 수 있는 공간을 제공하는 데 중점을 둔다. 앤 앨리슨 등의 연구에 따르면, 메이드 카페는 호스티스 바에 나타나는 성적이거나 돌봄 중심의 상호작용과는 다른 성격을 지닌다. 이곳의 메이드는 보다 이상화된 이미지 속에서 고객에게 또 다른 세계를 제시하며, 고객들 역시 이 공간의 분위기를 유지하기 위해 주제에서 크게 벗어나지 않는 대화를 나누는 경향이 있다.

## 고용·취업

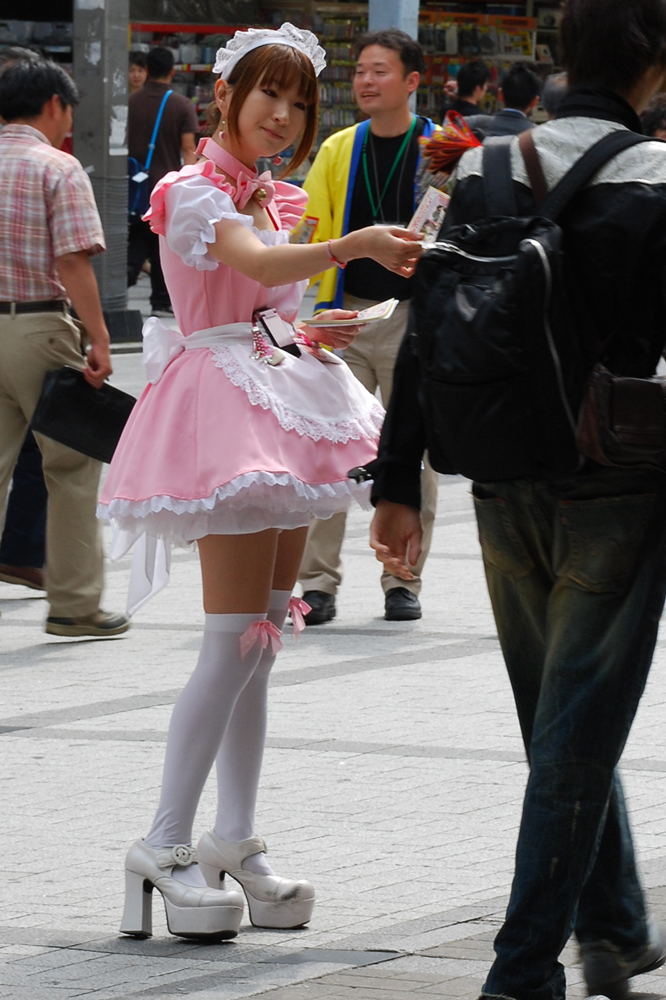
아키하바라에서 전단지를 배포하는 메이드.

메이드 카페에서 근무하는 이들은 대부분 18세부터 20대 중반 사이의 젊은 여성들이다. 이들은 일반적으로 일본의 최저임금 수준에 준하는 급여를 받으며, 가족과 함께 거주하는 경우가 많다. 일부 메이드들은 애니메이션이나 만화 등 오타쿠 문화에 관심이 있어, 손님과의 공감대를 형성하는 데 도움이 되기도 한다.
그러나 이러한 일자리는 장기적인 경력보다는 정규직 취업 전 임시로 선택하는 경우가 많은 것으로 알려져 있다. 대중적인 인식과는 달리, 일부 메이드들은 자신을 표현하거나 카페 내에서 설정된 캐릭터 세계관을 함께 즐기는 데서 일의 만족감을 느끼기도 한다.
카페 외부에서의 고객 행동과 관련된 문제도 존재한다. 메이드 카페에서는 무례한 행동을 방지하기 위해 엄격한 규칙을 두고 있으나, 일부 고객이 이를 어기고 사적인 접촉을 시도하는 사례가 있어 근무자들이 불편을 겪는 경우도 있다.
메이드들은 환상적인 설정을 유지하기 위해 특정한 이미지와 정체성을 꾸준히 유지하는 것이 요구된다. 이를 위해 예명(藝名)을 사용하고, 음주나 흡연이 금지되며, 특정 지역(예: 아키하바라) 내 남성과의 사적 교류도 제한되는 경우가 있다. 이러한 제약은 손님에게 일관된 캐릭터 이미지를 제공하기 위한 일환으로 운영된다.
퇴직 후에는 일부 메이드들이 카페 운영사나 관련 기업에 소속되어 홍보나 기획 등 다른 업무로 전환하기도 한다. 예를 들어, 한 메이드는 퇴직 이후 연애와 관련한 개인적 선택으로 인해 캐릭터 이미지를 조정한 뒤, 해당 업계의 홍보 부문에서 활동한 사례가 있다.

## 고객층
메이드 카페는 원래 애니메이션, 만화, 비디오게임의 열성 팬인 남성 오타쿠의 취향을 반영하여 기획된 공간이었다. 이러한 공간은 오타쿠 문화에서 호스티스 바에 비견되기도 한다. 메이드라는 이미지는 여러 만화, 애니메이션, 연애 시뮬레이션 게임를 통해 대중화되었으며, 특정한 상징적 의미나 선호 대상으로 표현되기도 했다.
메이드 카페가 오타쿠들에게 매력적으로 느껴지는 데에는 일본 문화의 모에(萌え) 개념이 중요한 역할을 한다. "메이드 모에"라고 불리는 하위 유형에 매력을 느끼는 이들은, 자신이 선호하는 허구의 캐릭터와 유사한 외형과 태도를 지닌 인물들과 실제로 상호작용할 수 있는 공간으로서 메이드 카페를 찾는 경향이 있다.
일부 카페는 츤데레라는 테마를 적용하기도 하는데, 이는 처음에는 차갑고 냉담하다가 점차 따뜻한 감정을 드러내는 캐릭터 유형으로, 모에의 일종으로 간주된다.
2000년대 초반부터 오타쿠 문화가 점차 대중화되면서 메이드 카페도 일본 전역에서 확산되기 시작했다. 이와 함께 다양한 테마와 서비스가 도입되었지만, 여전히 애니메이션과 게임 문화가 중심을 이루고 있다.
최근에는 남성 오타쿠뿐만 아니라 커플, 관광객, 여성 이용자들도 메이드 카페를 찾는 등 고객층이 다변화되고 있다.

## 서비스 메뉴
대부분의 메이드 카페에서는 일반적인 카페와 유사한 메뉴를 제공한다. 손님은 커피, 기타 음료, 다양한 식사류 및 디저트를 주문할 수 있으며, 대표적인 음식으로는 오믈렛과 볶음밥을 결합한 일본식 오므라이스가 있다.
메이드 카페에서는 이러한 메뉴를 단순히 제공하는 것을 넘어, 종업원이 손님 테이블에서 직접 케첩이나 시럽 등을 사용해 귀여운 그림이나 글씨를 그려주는 서비스를 제공하기도 한다. 이는 종업원의 이미지를 "다정하고 친절한 캐릭터"로 연출하는 요소로 작용하며, 이러한 퍼포먼스에 따라 가격은 일반 카페보다 다소 높게 책정되는 경우가 많다.
음식을 장식하거나 제공하는 과정에서 종업원은 주문에 맞춰 간단한 주문(呪文)이나 구호를 외치며 "마법을 거는 듯한" 분위기를 연출하기도 한다. 이와 같은 연출은 고객에게 일상과는 다른 경험을 제공하는 데 목적이 있다.

## 예절 및 특별 서비스
메이드 카페에서는 다양한 의례적 연출과 부가적인 서비스가 제공된다. 손님이 입장하면 메이드는 "다녀오셨습니까, 주인님(또는 아가씨)!"(お帰りなさいませ、ご主人様／お嬢様)이라는 인사로 맞이하며, 물수건과 메뉴를 제공한다. 일부 카페에서는 메이드가 테이블 옆에 무릎을 꿇고 직접 커피에 크림과 설탕을 타주거나, 경우에 따라 손님에게 음식을 먹여주는 서비스도 제공된다.
또한, 가위바위보 게임, 카드 게임, 보드 게임, 비디오 게임 등 다양한 놀이 활동이나 공예 만들기, 노래방 등의 프로그램을 메이드와 함께 즐길 수 있는 카페도 있다.
많은 메이드 카페에는 소규모 무대가 마련되어 있어, 메이드가 공연을 하거나 손님과 기념사진을 촬영하는 이벤트가 이루어지기도 한다.
이용자는 메이드 카페 내에서 정해진 기본 규칙을 준수해야 하며, 일부 카페는 이러한 내용을 명시한 이용 수칙을 내부에 게시하고 있다. 예를 들어, 메이드의 신체에 접촉하거나 개인 정보를 요구하는 행위, 혹은 사생활을 침해하는 행위는 금지되어 있다. 대부분의 메이드 카페에서는 메이드나 카페 내부를 무단으로 촬영하는 행위가 제한되지만, 일정 금액을 지불할 경우 메이드와 기념사진을 촬영하고, 해당 사진에 메이드가 직접 장식을 더해주는 유료 서비스를 제공하기도 한다.
또한 일부 카페는 시간당 요금을 부과하는 형태로 운영되며, 입장 시 안내 문구나 포스터를 통해 다시 한 번 이용 규칙이 고지된다.

## 나라별

### 대한민국
대한민국에서는 2000년대 중반을 전후하여 메이드 카페가 서울의 홍대, 명동 등지에서 처음 모습을 드러냈으나, 대중적으로 확산되기에는 한계가 있었다. 이는 사회문화적 분위기와 제도적 제약이 복합적으로 작용한 결과로 해석할 수 있다.
한국 사회는 유교적 전통과 보수적인 가치관에 기반한 문화적 특성을 지니고 있으며, 특정한 복장이나 비일상적인 접객 방식에 대하여 비교적 엄격한 시선을 유지하는 경향이 있다. 메이드 카페의 핵심 요소인 '역할극 기반의 접객 서비스'는 일부 대중에게 이질적이고 부적절한 것으로 인식되며, 일상적인 외식 문화로 수용되기보다는 특정 마니아층이나 오타쿠 문화권 내에서 제한적으로 소비되는 실정이다.
아울러, 접객 행위에 대한 오해와 여성의 성적 대상화에 대한 사회적 비판 역시 메이드 카페의 지속적 운영에 부담 요인으로 작용하고 있다. 관련 법령과 행정 절차 측면에서도 영업 허가, 복장 규제, 노동법 적용 등 다양한 제약이 존재하여 상시적인 운영 기반을 갖추는 데 어려움을 겪고 있다.

### 중화인민공화국
중화인민공화국에서는 메이드 카페가 2010년대를 전후하여 등장하였으며, 전통적인 가치관과 정부의 규제 등 문화적 제약이 존재함에도 불구하고, 젊은 세대를 중심으로 일정 수준의 성장 가능성을 지닌 시장으로 평가되고 있다.

### 중화민국
중화민국은 일본 문화에 대한 수용성이 높고, 사회 전반에 걸쳐 개방적인 분위기가 조성되어 있어 메이드 카페 문화가 비교적 안정적인 기반 위에서 성장하고 있는 것으로 평가된다.

### 필리핀
필리핀의 메이드 카페 문화는 일본의 오타쿠 문화에 영향을 받아 형성된 하위문화로, 주로 마닐라와 세부 등 주요 도시를 중심으로 전개되고 있다. 이러한 카페는 일본 아키하바라의 메이드 카페 스타일을 모방하여, 메이드 복장을 한 직원들이 손님을 '주인님' 혹은 '공주님'이라 부르며 서비스를 제공하는 것이 특징이다. 필리핀에서는 정규 매장보다는 일회성 팝업 이벤트나 애니메이션 관련 행사에서 메이드 카페가 운영되는 경우가 많으며, SNS를 통해 운영 정보를 공유하고 예약을 받는 등 커뮤니티 중심의 운영 형태를 보이고 있다.

### 태국
태국 방콕에서는 일본의 오타쿠 문화와 서브컬처에 대한 관심이 고조됨에 따라 메이드 카페가 점차 대중의 인기를 얻고 있다. 특히 일본의 대표적인 메이드 카페 체인인 〈Maidreamin〉이 방콕에 진출하여, 현지 문화에 맞춘 차별화된 서비스를 제공하고 있다.

### 베트남
베트남에서는 일본의 오타쿠 문화와 서브컬처에 대한 관심이 높아지면서, 메이드 카페 문화가 점차 확산되고 있다. 하노이와 호치민시를 중심으로 여러 형태의 메이드 카페가 등장하였으며, 이들 카페는 일본식 접객 문화를 도입하면서도 베트남 현지의 문화와 취향을 반영한 운영 방식을 채택하고 있다.
대표적인 예로, 하노이의 〈Soru Maid Cafe〉는 일본 메이드 카페의 전형적인 분위기를 재현하며, '집처럼 편안한 공간'을 콘셉트로 삼아 고객에게 친근한 서비스를 제공하고 있다. 호치민시에서는 〈MECHA Maid Coffee〉와 〈The Other Person〉 등의 카페가 운영 중이며, 메이드 복장을 한 종업원들이 요리, 게임, 노래, 춤 등 다양한 활동을 통해 고객과 상호작용하는 서비스를 제공하고 있다.

### 싱가포르
싱가포르에서는 일본의 오타쿠 문화와 서브컬처에 대한 관심이 높아지면서, 메이드 카페 문화 또한 점차 수용되고 있는 추세이다. 일본과 같은 상시 매장보다는, 주로 팝업 형태나 문화 행사와 연계된 일시적 운영 방식이 일반적이다.
대표적인 사례로는 〈Kira-Kira Meido Cafe〉, 〈Kitty Paradise Cafe〉, 〈Maiden Cafe〉, 〈Moe Moe Kyun Maid Cafe〉 등이 있으며, 이들은 각종 애니메이션 축제나 서브컬처 관련 이벤트와 연계하여 메이드 서비스를 제공한다.

## 같이 보기
- 노래방
- 일본의 성매매
- 호스트클럽